# Bjärshögs kyrka
Bjärshögs kyrka är en kyrkobyggnad i Bjärshög. Den tillhör Värby församling i Lunds stift.

## Kyrkobyggnaden
Förr användes en romansk medeltidskyrka utan torn men med smalt kor. Gamla kyrkan, som sannolikt var byggd på 1200-talet, revs 1894. Den nya kyrkan uppfördes 1894–1897 av maskinslaget tegel i nygotisk stil. Ritningarna var gjorda av August Lindvall. Tornspiran restes i juli 1894 av byggmästare A. Malmros från Åkarp. Den är 35 meter hög från sin grund. Kyrkbyggnaden kostade 22 000 kr i dåvarande penningvärde. Församlingen var vid tiden endast 100 medlemmar stor.
Kyrkan har ett torn i väster, ett rundat kor i öster och en sakristia i söder, och inhägnas av murverk och häckar.

## Inventarier
- I den äldre kyrkan fanns ett triumfkrucifix från 1400-talet. Detta förvaras numera i Lunds universitets historiska museum.
- I nya kyrkan finns nattvardskärl och paten från 1600-talet. Dessa fanns tidigare i gamla kyrkan.

### Orgel

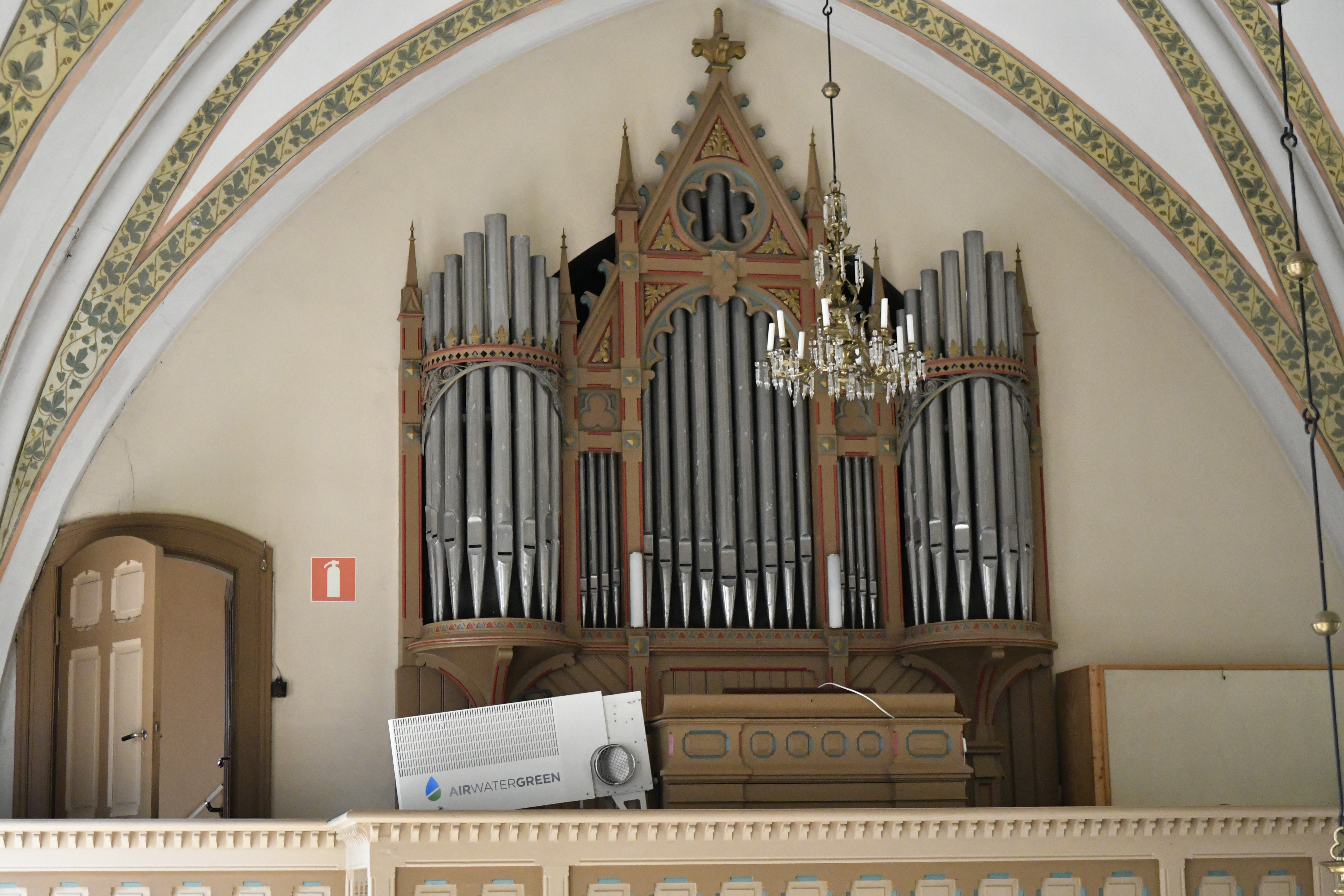
Orgeln.

- Den nuvarande orgeln byggdes 1894 av Salomon Molander & Co, Göteborg och är en mekanisk orgel. Orgeln har fasta kombinationer. (Kontrakt för en orgel gick först till Rasmus Nilsson, Malmö, i juli 1894 för en kostnad av 4 000 kr).

| Huvudverk I       | Svällverk II | Pedal      | Koppel |
| Borduna 16´       | Borduna 16´  | Man/Ped    |        |
| Principal 8´      | Principal 8' | Man 4'/Man |        |
| Flöjt Harmonik 8' |              |            |        |
| Gamba 8'          |              |            |        |
| octava 4'         |              |            |        |
| Flöjt amabile 4'  |              |            |        |
| Octava 2'         |              |            |        |

- Det finns även en elorgel i kyrkan.

## Interiör

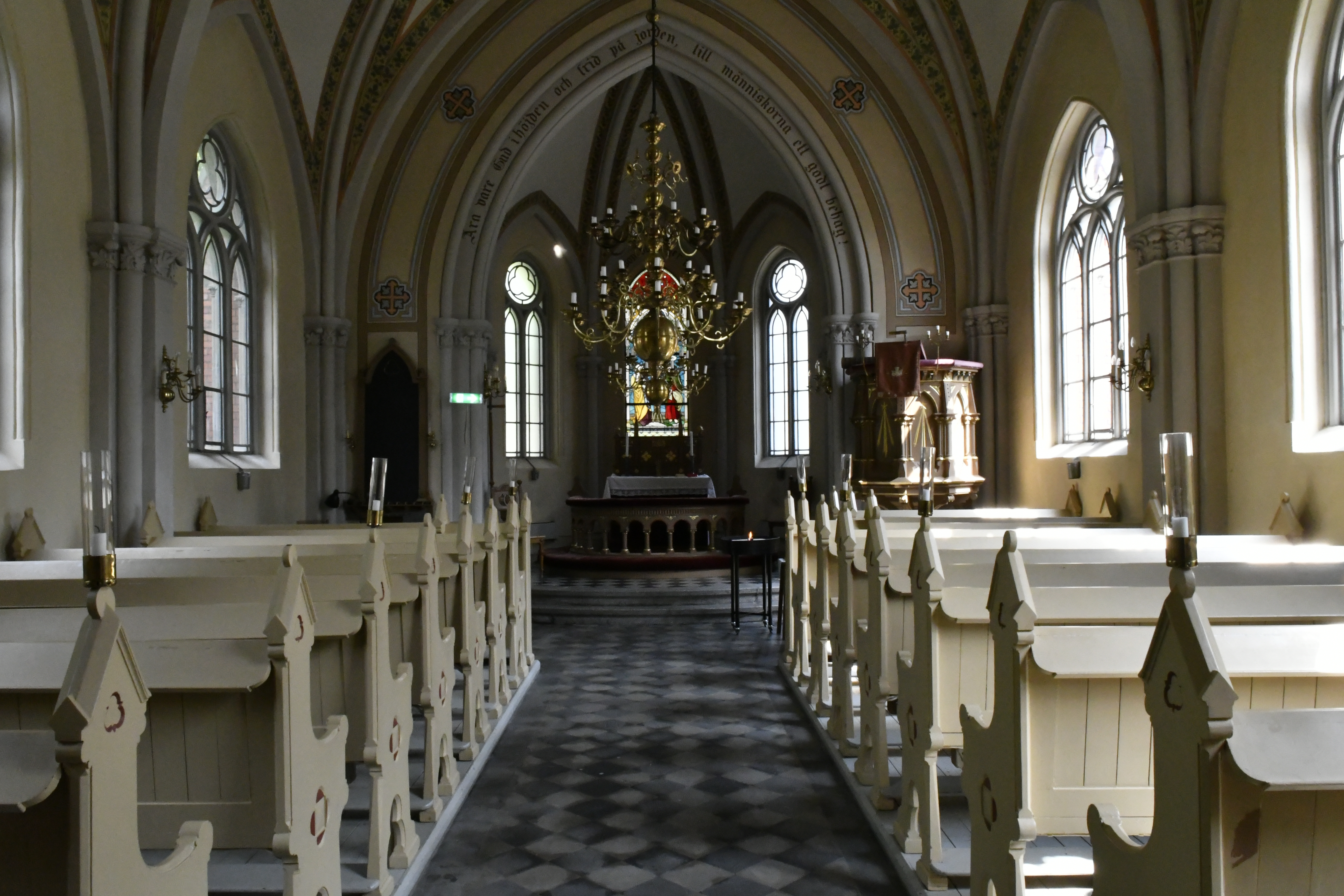
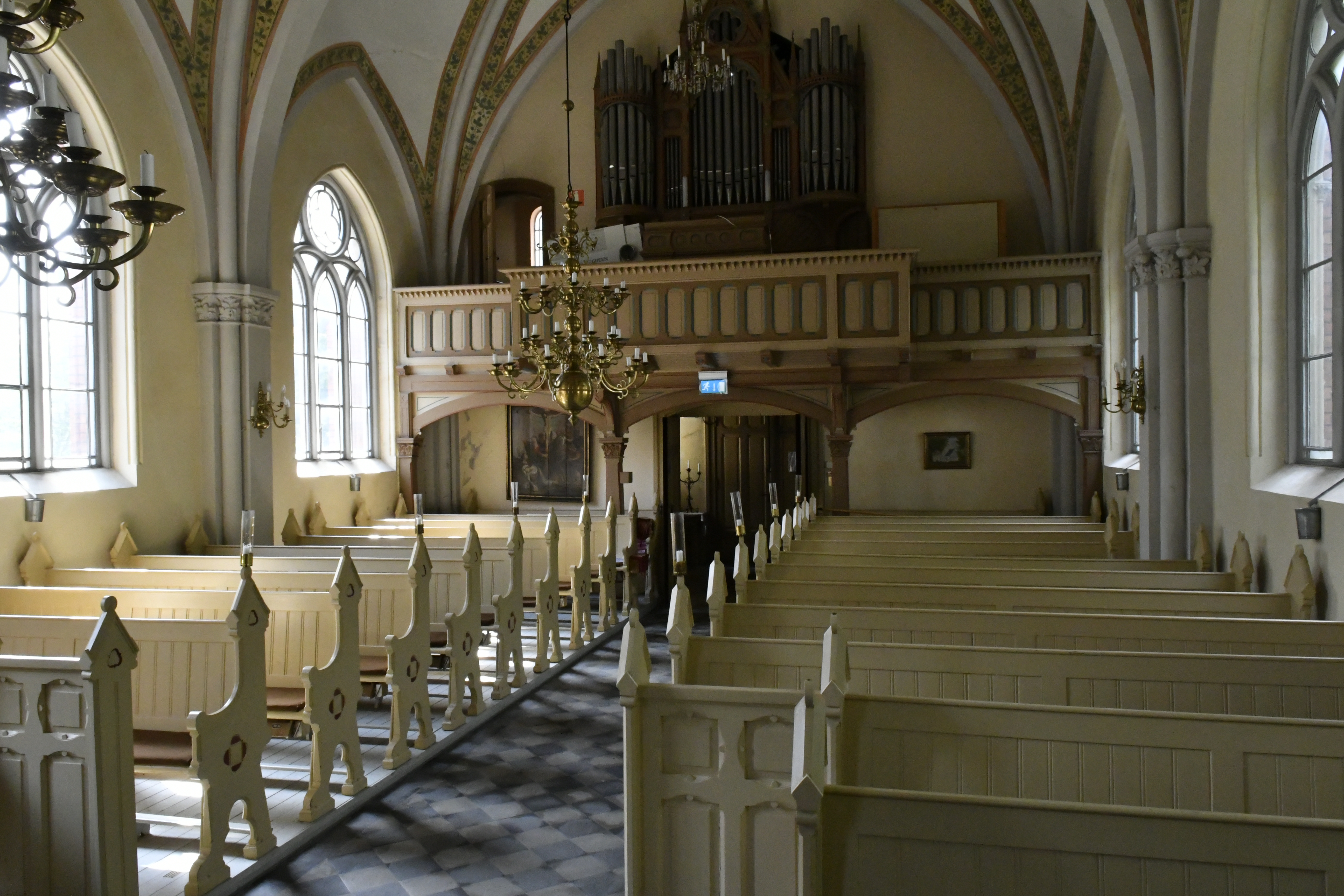